# Iso Leppäkari (vid Kaukka, Pyhäranta)
Iso Leppäkari är en ö i Finland. Den ligger i Bottenhavet och i kommunen Pyhäranta i den ekonomiska regionen  Nystadsregionen i landskapet Egentliga Finland, i den sydvästra delen av landet. Ön ligger omkring 69 kilometer nordväst om Åbo och omkring 210 kilometer väster om Helsingfors.
Öns area är 6,1 hektar och dess största längd är 0,6 kilometer i nord-sydlig riktning. I omgivningarna runt Iso Leppäkari växer i huvudsak barrskog.